# Beker van België 1978-79
Het seizoen 1978/79 van de Beker van België in het voetbal begon in de zomer van 1978 en eindigde op 10 juni 1979 met de finale in het Heizelstadion in Brussel. De beker ging naar Beerschot VAV dat Club Brugge in de finale versloeg met 1-0.

## Laatste 4
Dit schema toont de vier langst overgebleven clubs en de wedstrijden vanaf de halve finales.
|  | halve finale       | halve finale |  |             | finale        | finale |
|  |                    |              |  |             |               |        |
|  |                    |              |  |             |               |        |
|  | Beerschot VAV      | 1 2          |  |             |               |        |
|  | RSC Anderlecht     | 3 0          |  |             |               |        |
|  |                    |              |  |             | Beerschot VAV | 1      |
|  |                    |              |  | Club Brugge | 0             |        |
|  | Club Brugge        | 3 4          |  |             |               |        |
|  | Waterschei SV Thor | 0 1          |  |             |               |        |

### Finale
|                                            |               |         |             |                                                                          |
| 10 juni 1979 16:00 Finale Beker van België | Beerschot VAV | 1 – 0   | Club Brugge | Heizelstadion, Brussel Toeschouwers: 42.000 Scheidsrechter: Francis Rion |
| 10 juni 1979 16:00 Finale Beker van België | Coninx 54'    | Verslag |             | Heizelstadion, Brussel Toeschouwers: 42.000 Scheidsrechter: Francis Rion |

| Beerschot | Club Brugge |

| Beerschot VAV: |                    |     |
|                |                    |     |
| GK             | Jan Tomaszewski    |     |
| RB             | Paul Beloy Beloy   |     |
| CB             | Arto Tolsa         |     |
| CB             | Louis Van Gucht    |     |
| LB             | Joannes Van Abbeny |     |
| RM             | Juan Lozano        |     |
| CM             | Frank Schrauwen    |     |
| LM             | Johan Coninx       |     |
| RW             | Paul Lambert       | 78' |
| CF             | Emmanuel Sanon     |     |
| LW             | René Mücher        |     |
| Wisselspelers: |                    |     |
| RM             | Jean Rylant        | 78' |
| Coach:         |                    |     |
| George Knobel  |                    |     |

| Club Brugge:   |                   |     |
|                |                   |     |
| GK             | Birger Jensen     |     |
| RB             | Fons Bastijns     |     |
| CB             | Georges Leekens   |     |
| CB             | Walter Meeuws     |     |
| LB             | Jos Volders       |     |
| RM             | Julien Cools      |     |
| CM             | René Vandereycken |     |
| LM             | Paul Courant      |     |
| RW             | Bernard Verheecke | 75' |
| CF             | Raoul Lambert     |     |
| LW             | Jan Ceulemans     |     |
| Wisselspelers: |                   |     |
| LW             | Jan Sørensen      | 75' |
| Coach:         |                   |     |
| Mathieu Bollen |                   |     |

## Topschutter
- Ruud Geels - RSC Anderlecht (9 doelpunten)
- Jan Ceulemans - Club Brugge (9 doelpunten)

1911/12 · 1912/13 · 1913/14 · 1914/15 · 1915/16 · 1916/17 · 1917/18 · 1918/19 · 1919/20 · 1920/21 · 1921/22 · 1922/23 · 1923/24 · 1924/25 · 1925/26 · 1926/27 · 1927/28 · 1928/29 · 1929/30 · 1930/31 · 1931/32 · 1932/33 · 1933/34 · 1934/35 · 1935/36 · 1936/37 · 1937/38 · 1938/39 · 1939/40 · 1940/41 · 1941/42 · 1942/43 · 1943/44 · 1944/45 · 1945/46 · 1946/47 · 1947/48 · 1948/49 · 1949/50 · 1950/51 · 1951/52 · 1952/53 · 1953/54 · 1954/55 · 1955/56 · 1956/57 · 1957/58 · 1958/59 · 1959/60 · 1960/61 · 1961/62 · 1962/63 · 1963/64 · 1964/65 · 1965/66 · 1966/67 · 1967/68 · 1968/69 · 1969/70 · 1970/71 · 1971/72 · 1972/73 · 1973/74 · 1974/75 · 1975/76 · 1976/77 · 1977/78 · 1978/79 · 1979/80 · 1980/81 · 1981/82 · 1982/83 · 1983/84 · 1984/85 · 1985/86 · 1986/87 · 1987/88 · 1988/89 · 1989/90 · 1990/91 · 1991/92 · 1992/93 · 1993/94 · 1994/95 · 1995/96 · 1996/97 · 1997/98 · 1998/99 · 1999/00 · 2000/01 · 2001/02 · 2002/03 · 2003/04 · 2004/05 · 2005/06 · 2006/07 · 2007/08 · 2008/09 · 2009/10 · 2010/11 · 2011/12 · 2012/13 · 2013/14 · 2014/15 · 2015/16 · 2016/17 · 2017/18 · 2018/19 · 2019/20 · 2020/21 · 2021/22 · 2022/23 · 2023/24 · 2024/25